# Trachelophorus
Trachelophorus Jekel, 1860 è un genere di coleotteri della famiglia Attelabidae.

## Tassonomia
Comprende le seguenti specie:
- Trachelophorus abdominalis
- Trachelophorus ardea
- Trachelophorus ater
- Trachelophorus camelus
- Trachelophorus castaneus
- Trachelophorus dromas
- Trachelophorus elegans
- Trachelophorus fausti
- Trachelophorus foveicollis
- Trachelophorus giraffa
- Trachelophorus giraffoides
- Trachelophorus limbatus
- Trachelophorus madegassus
- Trachelophorus michaelis
- Trachelophorus numeralis
- Trachelophorus pygmaeus
- Trachelophorus rubrodorsatus
- Trachelophorus sicardi
- Trachelophorus signatus
- Trachelophorus uniformis